# Limnarchia
I limnarchi (Limnarchia) sono un clade di anfibi temnospondili estinti, comprendente gli dvinosauri e gli stereospondilomorfi. Vissero tra il Carbonifero inferiore e il Cretaceo inferiore (circa 330 - 120 milioni di anni fa), e i loro resti fossili sono stati ritrovati in tutti i continenti compreso l'Antartide. Furono particolarmente diffusi tra il Carbonifero superiore e il Triassico superiore. 

## Descrizione
I limnarchi comprendono una moltitudine di anfibi di varie forme e dimensioni: gli dvinosauri, ad esempio, erano solitamente medio - piccoli, ma forme gigantesche lunghe svariati metri sono note nel Permiano (Prionosuchus), nel Triassico (Mastodonsaurus), nel Giurassico (Siderops) e nel Cretaceo (Koolasuchus).
Secondo la definizione di Yates e Warren (2000) il clade Limnarchia è definito da varie caratteristiche (sinapomorfie), la maggior parte delle quali si riferiscono alla forma delle ossa nella parte inferiore e posteriore del cranio. Le sinapomorfie dei limnarchi includono la presenza di una fila di denti che si origina dall'osso ectopterigoide sul palato, l'osso mascellare che tocca il vomere vicino al bordo del palato (queste ossa sono separate da un'apertura nei crani degli Euskelia) e la mancanza di sporgenze ossee (note come denticoli) sul vomere. Altre caratteristiche dei limnarchi includono l'estensione della mandibola dietro l'articolazione della mascella, e un piccolo foro chiamato forame paraquadrato nella parte posteriore del cranio. L'unica sinapomorfia dei limnarchi non risiedente nel cranio è la forma allungata dell'interclavicola nella cintura pettorale.

## Classificazione
Il termine Limnarchia venne usato per la prima volta nello studio di Yates e Warren (2000) ed è definito come un taxon comprendente tutti i temnospondili più strettamente imparentati con Parotosuchus che con Eryops. È considerato il gruppo gemello del clade Euskelia (i temnospondili più strettamente imparentati a Eryops che a Parotosuchus). Il termine Limnarchia deriva dal greco e significa "dominatori dei laghi", in riferimento allo stile di vita acquatico della maggior parte dei rappresentanti di questo gruppo, vissuti in un arco di oltre 200 milioni di anni. I limnarchi furono prettamente acquatici, mentre gli euscheli furono (per la maggior parte) più legati a un habitat terrestre, a causa delle differenze nella morfologia dello scheletro: mentre gli euscheli erano solitamente dotati di ossa robuste delle zampe e di vertebre ben sviluppate, i limnarchi possedevano arti poco sviluppati ma erano ben presenti i canali sensoriali della linea laterale nel cranio.
Si ritiene che Chinlestegophis, un presunto stereospondilo triassico considerato correlato a metoposauroidi come Rileymillerus, condivida molte caratteristiche con i gimnofioni, un gruppo tuttora vivente di anfibi scavatori privi di arti. Se Chinlestegophis fosse effettivamente sia uno stereospondilo sopravvissuto che un parente dei gimnofioni, ciò significherebbe che i limnarchi (sotto forma dei gimnofioni) sono sopravvissuti fino ai giorni nostri (Pardo et al., 2017).

### Filogenesi
Secondo lo studio di Yates e Warren (2000) il clade Limnarchia comprende un gruppo di temnospondili chiamati Dvinosauria (i membri più basali del clade), seguiti dagli Archegosauroidea di grandi dimensioni e dagli Stereospondyli (particolarmente diversificati); questi ultimi due gruppi formano insieme il clade Stereospondylomorpha. Altre analisi hanno indicato che il gruppo degli Dvinosauria sarebbe ben più basale, al di fuori sia dei limnarchi che degli euscheli. In questo caso, il termine Limnarchia coinciderebbe con Stereospondylomorpha (Ruta et al., 2007). Di seguito è riportato un cladogramma tratto dal lavoro di Yates e Warren (2000):
|  | Rhinesuchidae                                                  |
|  |                                                                |
|  | \| \| Capitosauria \| \| \| \| \| \| Trematosauria \| \| \| \| |
|  |                                                                |
|  | Capitosauria                                                   |
|  |                                                                |
|  | Trematosauria                                                  |
|  |                                                                |

|  | Capitosauria  |
|  |               |
|  | Trematosauria |
|  |               |

|  | Rhinesuchidae                                                  |
|  |                                                                |
|  | \| \| Capitosauria \| \| \| \| \| \| Trematosauria \| \| \| \| |
|  |                                                                |
|  | Capitosauria                                                   |
|  |                                                                |
|  | Trematosauria                                                  |
|  |                                                                |

|  | Capitosauria  |
|  |               |
|  | Trematosauria |
|  |               |

|  | Rhinesuchidae                                                  |
|  |                                                                |
|  | \| \| Capitosauria \| \| \| \| \| \| Trematosauria \| \| \| \| |
|  |                                                                |
|  | Capitosauria                                                   |
|  |                                                                |
|  | Trematosauria                                                  |
|  |                                                                |

|  | Capitosauria  |
|  |               |
|  | Trematosauria |
|  |               |

|  | Rhinesuchidae                                                  |
|  |                                                                |
|  | \| \| Capitosauria \| \| \| \| \| \| Trematosauria \| \| \| \| |
|  |                                                                |
|  | Capitosauria                                                   |
|  |                                                                |
|  | Trematosauria                                                  |
|  |                                                                |

|  | Capitosauria  |
|  |               |
|  | Trematosauria |
|  |               |

|  | Rhinesuchidae                                                  |
|  |                                                                |
|  | \| \| Capitosauria \| \| \| \| \| \| Trematosauria \| \| \| \| |
|  |                                                                |
|  | Capitosauria                                                   |
|  |                                                                |
|  | Trematosauria                                                  |
|  |                                                                |

|  | Capitosauria  |
|  |               |
|  | Trematosauria |
|  |               |

|  | Rhinesuchidae                                                  |
|  |                                                                |
|  | \| \| Capitosauria \| \| \| \| \| \| Trematosauria \| \| \| \| |
|  |                                                                |
|  | Capitosauria                                                   |
|  |                                                                |
|  | Trematosauria                                                  |
|  |                                                                |

|  | Capitosauria  |
|  |               |
|  | Trematosauria |
|  |               |

|  | Rhinesuchidae                                                  |
|  |                                                                |
|  | \| \| Capitosauria \| \| \| \| \| \| Trematosauria \| \| \| \| |
|  |                                                                |
|  | Capitosauria                                                   |
|  |                                                                |
|  | Trematosauria                                                  |
|  |                                                                |

|  | Capitosauria  |
|  |               |
|  | Trematosauria |
|  |               |

|  | Rhinesuchidae                                                  |
|  |                                                                |
|  | \| \| Capitosauria \| \| \| \| \| \| Trematosauria \| \| \| \| |
|  |                                                                |
|  | Capitosauria                                                   |
|  |                                                                |
|  | Trematosauria                                                  |
|  |                                                                |

|  | Capitosauria  |
|  |               |
|  | Trematosauria |
|  |               |

|  | Rhinesuchidae                                                  |
|  |                                                                |
|  | \| \| Capitosauria \| \| \| \| \| \| Trematosauria \| \| \| \| |
|  |                                                                |
|  | Capitosauria                                                   |
|  |                                                                |
|  | Trematosauria                                                  |
|  |                                                                |

|  | Capitosauria  |
|  |               |
|  | Trematosauria |
|  |               |

|  | Rhinesuchidae                                                  |
|  |                                                                |
|  | \| \| Capitosauria \| \| \| \| \| \| Trematosauria \| \| \| \| |
|  |                                                                |
|  | Capitosauria                                                   |
|  |                                                                |
|  | Trematosauria                                                  |
|  |                                                                |

|  | Capitosauria  |
|  |               |
|  | Trematosauria |
|  |               |

|  | Rhinesuchidae                                                  |
|  |                                                                |
|  | \| \| Capitosauria \| \| \| \| \| \| Trematosauria \| \| \| \| |
|  |                                                                |
|  | Capitosauria                                                   |
|  |                                                                |
|  | Trematosauria                                                  |
|  |                                                                |

|  | Capitosauria  |
|  |               |
|  | Trematosauria |
|  |               |

|  | Rhinesuchidae                                                  |
|  |                                                                |
|  | \| \| Capitosauria \| \| \| \| \| \| Trematosauria \| \| \| \| |
|  |                                                                |
|  | Capitosauria                                                   |
|  |                                                                |
|  | Trematosauria                                                  |
|  |                                                                |

|  | Capitosauria  |
|  |               |
|  | Trematosauria |
|  |               |

|  | Rhinesuchidae                                                  |
|  |                                                                |
|  | \| \| Capitosauria \| \| \| \| \| \| Trematosauria \| \| \| \| |
|  |                                                                |
|  | Capitosauria                                                   |
|  |                                                                |
|  | Trematosauria                                                  |
|  |                                                                |

|  | Capitosauria  |
|  |               |
|  | Trematosauria |
|  |               |

|  | Rhinesuchidae                                                  |
|  |                                                                |
|  | \| \| Capitosauria \| \| \| \| \| \| Trematosauria \| \| \| \| |
|  |                                                                |
|  | Capitosauria                                                   |
|  |                                                                |
|  | Trematosauria                                                  |
|  |                                                                |

|  | Capitosauria  |
|  |               |
|  | Trematosauria |
|  |               |

|  | Rhinesuchidae                                                  |
|  |                                                                |
|  | \| \| Capitosauria \| \| \| \| \| \| Trematosauria \| \| \| \| |
|  |                                                                |
|  | Capitosauria                                                   |
|  |                                                                |
|  | Trematosauria                                                  |
|  |                                                                |

|  | Capitosauria  |
|  |               |
|  | Trematosauria |
|  |               |

|  | Rhinesuchidae                                                  |
|  |                                                                |
|  | \| \| Capitosauria \| \| \| \| \| \| Trematosauria \| \| \| \| |
|  |                                                                |
|  | Capitosauria                                                   |
|  |                                                                |
|  | Trematosauria                                                  |
|  |                                                                |

|  | Capitosauria  |
|  |               |
|  | Trematosauria |
|  |               |

|  | Rhinesuchidae                                                  |
|  |                                                                |
|  | \| \| Capitosauria \| \| \| \| \| \| Trematosauria \| \| \| \| |
|  |                                                                |
|  | Capitosauria                                                   |
|  |                                                                |
|  | Trematosauria                                                  |
|  |                                                                |

|  | Capitosauria  |
|  |               |
|  | Trematosauria |
|  |               |

|  | Rhinesuchidae                                                  |
|  |                                                                |
|  | \| \| Capitosauria \| \| \| \| \| \| Trematosauria \| \| \| \| |
|  |                                                                |
|  | Capitosauria                                                   |
|  |                                                                |
|  | Trematosauria                                                  |
|  |                                                                |

|  | Capitosauria  |
|  |               |
|  | Trematosauria |
|  |               |

|  | Rhinesuchidae                                                  |
|  |                                                                |
|  | \| \| Capitosauria \| \| \| \| \| \| Trematosauria \| \| \| \| |
|  |                                                                |
|  | Capitosauria                                                   |
|  |                                                                |
|  | Trematosauria                                                  |
|  |                                                                |

|  | Capitosauria  |
|  |               |
|  | Trematosauria |
|  |               |

|  | Rhinesuchidae                                                  |
|  |                                                                |
|  | \| \| Capitosauria \| \| \| \| \| \| Trematosauria \| \| \| \| |
|  |                                                                |
|  | Capitosauria                                                   |
|  |                                                                |
|  | Trematosauria                                                  |
|  |                                                                |

|  | Capitosauria  |
|  |               |
|  | Trematosauria |
|  |               |

|  | Rhinesuchidae                                                  |
|  |                                                                |
|  | \| \| Capitosauria \| \| \| \| \| \| Trematosauria \| \| \| \| |
|  |                                                                |
|  | Capitosauria                                                   |
|  |                                                                |
|  | Trematosauria                                                  |
|  |                                                                |

|  | Capitosauria  |
|  |               |
|  | Trematosauria |
|  |               |

|  | Rhinesuchidae                                                  |
|  |                                                                |
|  | \| \| Capitosauria \| \| \| \| \| \| Trematosauria \| \| \| \| |
|  |                                                                |
|  | Capitosauria                                                   |
|  |                                                                |
|  | Trematosauria                                                  |
|  |                                                                |

|  | Capitosauria  |
|  |               |
|  | Trematosauria |
|  |               |

|  | Rhinesuchidae                                                  |
|  |                                                                |
|  | \| \| Capitosauria \| \| \| \| \| \| Trematosauria \| \| \| \| |
|  |                                                                |
|  | Capitosauria                                                   |
|  |                                                                |
|  | Trematosauria                                                  |
|  |                                                                |

|  | Capitosauria  |
|  |               |
|  | Trematosauria |
|  |               |

|  | Rhinesuchidae                                                  |
|  |                                                                |
|  | \| \| Capitosauria \| \| \| \| \| \| Trematosauria \| \| \| \| |
|  |                                                                |
|  | Capitosauria                                                   |
|  |                                                                |
|  | Trematosauria                                                  |
|  |                                                                |

|  | Capitosauria  |
|  |               |
|  | Trematosauria |
|  |               |

|  | Rhinesuchidae                                                  |
|  |                                                                |
|  | \| \| Capitosauria \| \| \| \| \| \| Trematosauria \| \| \| \| |
|  |                                                                |
|  | Capitosauria                                                   |
|  |                                                                |
|  | Trematosauria                                                  |
|  |                                                                |

|  | Capitosauria  |
|  |               |
|  | Trematosauria |
|  |               |

|  | Rhinesuchidae                                                  |
|  |                                                                |
|  | \| \| Capitosauria \| \| \| \| \| \| Trematosauria \| \| \| \| |
|  |                                                                |
|  | Capitosauria                                                   |
|  |                                                                |
|  | Trematosauria                                                  |
|  |                                                                |

|  | Capitosauria  |
|  |               |
|  | Trematosauria |
|  |               |

|  | Rhinesuchidae                                                  |
|  |                                                                |
|  | \| \| Capitosauria \| \| \| \| \| \| Trematosauria \| \| \| \| |
|  |                                                                |
|  | Capitosauria                                                   |
|  |                                                                |
|  | Trematosauria                                                  |
|  |                                                                |

|  | Capitosauria  |
|  |               |
|  | Trematosauria |
|  |               |

|  | Rhinesuchidae                                                  |
|  |                                                                |
|  | \| \| Capitosauria \| \| \| \| \| \| Trematosauria \| \| \| \| |
|  |                                                                |
|  | Capitosauria                                                   |
|  |                                                                |
|  | Trematosauria                                                  |
|  |                                                                |

|  | Capitosauria  |
|  |               |
|  | Trematosauria |
|  |               |

|  | Rhinesuchidae                                                  |
|  |                                                                |
|  | \| \| Capitosauria \| \| \| \| \| \| Trematosauria \| \| \| \| |
|  |                                                                |
|  | Capitosauria                                                   |
|  |                                                                |
|  | Trematosauria                                                  |
|  |                                                                |

|  | Capitosauria  |
|  |               |
|  | Trematosauria |
|  |               |

|  | Rhinesuchidae                                                  |
|  |                                                                |
|  | \| \| Capitosauria \| \| \| \| \| \| Trematosauria \| \| \| \| |
|  |                                                                |
|  | Capitosauria                                                   |
|  |                                                                |
|  | Trematosauria                                                  |
|  |                                                                |

|  | Capitosauria  |
|  |               |
|  | Trematosauria |
|  |               |

|  | Rhinesuchidae                                                  |
|  |                                                                |
|  | \| \| Capitosauria \| \| \| \| \| \| Trematosauria \| \| \| \| |
|  |                                                                |
|  | Capitosauria                                                   |
|  |                                                                |
|  | Trematosauria                                                  |
|  |                                                                |

|  | Capitosauria  |
|  |               |
|  | Trematosauria |
|  |               |

|  | Rhinesuchidae                                                  |
|  |                                                                |
|  | \| \| Capitosauria \| \| \| \| \| \| Trematosauria \| \| \| \| |
|  |                                                                |
|  | Capitosauria                                                   |
|  |                                                                |
|  | Trematosauria                                                  |
|  |                                                                |

|  | Capitosauria  |
|  |               |
|  | Trematosauria |
|  |               |